# Gammazismus
Ein Gammazismus (von griechisch γ = gamma) ist eine Lautbildungsstörung des Lautes /g/. Hierbei wird der Laut nicht korrekt gebildet (Dyslalie) oder ganz durch einen anderen, (sprach)entwicklungsgeschichtlich älteren Laut ersetzt (Paralalie), beispielsweise /d/ oder /b/. Ist der /g/-Laut der einzige betroffene Laut, kann seine fehlerhafte Aussprache bis zum Alter von etwa fünf Jahren akzeptiert werden. Liegen gleichzeitig weitere Lautbildungsstörungen vor, sollte eine Therapie entsprechend früher einsetzen.